# Die rote Lola
Die rote Lola (Original: Stage Fright, zu Deutsch „Lampenfieber“) ist ein US-amerikanisch-britischer Film-Noir von Alfred Hitchcock aus dem Jahr 1950 nach den Romanen Man Running und Outrun To Constable von Selwyn Jepson. Die Hauptrollen sind mit Jane Wyman, Marlene Dietrich, Michael Wilding und Richard Todd besetzt.

## Handlung
Jonathan Cooper wird von der Polizei gesucht, die ihn verdächtigt, den Ehemann seiner Liebhaberin ermordet zu haben. Eve Gill, eine angehende Schauspielerin, die in ihren langjährigen Freund Jonathan verliebt ist, bietet ihm an, ihn zu verstecken. Jonathan erzählt ihr in Form einer Rückblende, was genau sich zugetragen habe. Demnach sei seine Geliebte, die Schauspielerin Charlotte Inwood, die wahre Mörderin. Eve beschließt, selbst nachzuforschen, und lässt sich bei Charlotte als Zofe anstellen, nachdem sie deren Zofe Nellie Geld geboten hat, damit diese ihr den Job überlässt. Als Eve den mit dem Fall beauftragten Detektiv Wilfried Smith trifft, verliebt sie sich schon nach kurzer Zeit in ihn. 
Zusammen mit Smith besucht Eve eine Gartenparty, bei der auch Nellie anwesend ist, die mehr Geld von ihr verlangt. Eve beschließt daraufhin, Smith alles zu erzählen, der nun glaubt, sie spiele ihm Gefühle nur vor. Es gelingt Eve jedoch, Smith von der Aufrichtigkeit ihrer Gefühle für ihn zu überzeugen. Aber auch Gill, der Vater von Eve, wird tätig und versucht, Charlotte zu einem Geständnis zu bewegen, indem er einen kleinen Jungen bittet, ihr eine Puppe zu zeigen, deren Kleid mit Blut beschmiert ist. Obwohl dieser Anblick Charlotte verstört, gesteht sie nicht. Gill schlägt nun vor, dass Eve versucht, Charlotte zu erpressen, um sie dazu zu bringen, die Tat zu gestehen. In einem Gespräch gibt Charlotte zu, dass sie anwesend gewesen sei, als Jonathan ihren Ehemann getötet habe. Als die Polizei davon erfährt, bringt sie Jonathan ins Theater, um ihn mit Charlottes Aussage zu konfrontieren. Er kann jedoch fliehen und abermals auf Eves Hilfe zählen, die immer noch an seine Unschuld glaubt.
Smith erzählt Gill, dass Jonathan bereits einmal wegen Mordes angeklagt, aber freigesprochen worden sei, da er behauptet habe, in Notwehr getötet zu haben. Zur selben Zeit erzählt Jonathan Eve im Versteck, dass er Charlottes Ehemann auf deren Veranlassung getötet habe, da sie frei sein wollte, um ihren Manager Freddie Williams zu heiraten. Eve versucht daraufhin, auf Jonathan einzuwirken, dass er sich stellen müsse. Jonathan zeigt nun aber sein wahres Gesicht und droht damit, auch Eve zu töten. Eve gelingt es, ihm eine Falle zu stellen und die Polizei zu benachrichtigen. Als Jonathan erneut fliehen will, wird er von dem herabfallenden Feuerschutzvorhang erschlagen.

## Produktion

### Dreharbeiten, Hintergrund
Die Dreharbeiten in den Elstree Studios in England dauerten vom 31. Mai bis zum 19. September 1949.
Einige Filmszenen entstanden in der Londoner Royal Academy of Dramatic Art, weitere in Wohnsitzen in Mayfair sowie in einem Londoner Pub, außerdem im Inneren des Scala Theatre und an Orten rund um Chelsea. Marlene Dietrichs Garderobe soll laut Produktionsunterlagen von Christian Dior entworfen worden sein. Laut New York Times soll der Kameramann Jack Haste denselben selbstfahrenden Kran und die spezielle Kamera verwendet haben, die bereits in Hitchcocks Thriller Cocktail für eine Leiche zum Einsatz kamen.
Erstmals ist Hitchcocks Tochter Patricia in einem Film zu sehen: Sie spielte die Rolle der Chubby Bannister und doubelte mehrmals Jane Wyman. Mit Ausnahme von Jane Wyman, der einzigen Amerikanerin auf der Besetzungsliste sowie der in Deutschland geborenen Marlene Dietrich, waren nur hochrangige britische Schauspieler am Start. Stage Fright war bis zum Film Frenzy von 1972 Hitchcocks letzter in England gedrehter Film.
Marlene Dietrich hatte zur Zeit des Drehs eine Liebesaffäre mit Michael Wilding. Die Dietrich gab eine ihrer besten Leistungen als Charlotte Inwood. Die Rolle war auch deshalb ideal für sie, weil sie ihr die Möglichkeit bot, zu singen. Edith Piaf, eine Freundin der Dietrich, erlaubte ihr die Verwendung ihres Liedes La Vie en rose. Das von Cole Porter für die Dietrich geschriebene Lied The Laziest Gal in Town führte aufgrund sexueller Anspielungen zu Schwierigkeiten mit dem Hays Code, woraufhin ein neuer Vers kreiert wurde. Marlene Dietrich schrieb in ihrer Biografie, dass Hitchcock Essen aus Amerika habe einfliegen lassen, da die Lebensmittel in London noch streng rationiert waren. Er habe Jane Wyman und sie nach den Dreharbeiten mehrmals zu einem fürstlichen Abendessen eingeladen. Diese Essen seien der einzige Kontakt außerhalb des Studios gewesen, da Hitchcock, wie viele Genies, die Menschen auf Abstand gehalten habe.
Jane Wyman, die keine wirkliche Beziehung zu Hitchcock aufbauen konnte, tat sich mit ihrer Rolle einer eigentlich unattraktiven Zofe schwer. Gerade erst hatte sie einen Oscar als beste Hauptdarstellerin für ihre Leistung in dem Filmdrama Schweigende Lippen erhalten. Hitchcock enthüllte Jahre später gegenüber François Truffaut, dass Wyman jedes Mal in Tränen ausgebrochen sei, wenn sie sich neben der glamourösen Dietrich gesehen habe, und nicht habe akzeptieren können, wie sie habe aussehen sollen und ihr Aussehen immer wieder verbessert habe, wodurch es ihr nicht gelungen sei, den Charakter der Figur zu bewahren.

### Filmtitel
Der deutsche Titel ist irreführend: Eine „Rote Lola“ taucht während des gesamten Filmes nicht auf. Vermutlich sollte es eine Anspielung auf Marlene Dietrichs Rolle der Lola im Film Der blaue Engel von 1930 sein. Selwyn Jepsons Roman Man Running erschien erstmals vom 9. August bis zum 13. September 1947 als Fortsetzung in Collier’s Weekly.

### Variationen
Der Film variiert das von Hitchcock immer wieder gewählte Thema des unschuldig Verfolgten (Die 39 Stufen, Saboteure, Der unsichtbare Dritte) dahingehend, dass sich der vermeintliche Held am Ende tatsächlich als schuldig herausstellt. Die Rückblende zu Beginn des Films, in der Jonathan Cooper seiner Verlobten Eve Gill erzählt, wie Charlotte Inwood ihren Ehemann erschlagen hat, erweist sich am Ende des Films als Lüge. Diese „filmische Lüge“ wurde bereits fünf Jahre zuvor in Edgar G. Ulmers Film Detour eingesetzt und ist heute ein etabliertes Stilmittel; mehrere sehr erfolgreiche Filme basieren auf diesem Kunstgriff (z. B. Die üblichen Verdächtigen (1995) oder Identität (2003)).

### Musik im Film
- The Laziest Gal in Town von Cole Porter, Vortrag: Marlene Dietrich und ein Männerquartett
Der Song wurde von Cole Porter speziell für Marlene Dietrich geschrieben, die ihn zu einem ihrer unverwechselbaren Songs machte, den sie immer wieder bei ihren Auftritten in Nachtclubs sang.[2]
- La vie en rose von Louiguy, Vortrag: Marlene Dietrich
- Eve’s Rhapsody von Leighton Lucas, gespielt auf dem Klavier
- Love Is Lyrical (Whisper Sweet Little Nothing to Me) von Mischa Spoliansky, Vortrag: Marlene Dietrich
- Sobre las olas (Over the Waves) von Juventino Rosas,
gespielt als Jonathan sein Auto verlässt und zu Charlottes Haus geht
- Frühlingslied (Spring Song), op. 62 Nr. 6 von Felix Mendelssohn Bartholdy,
von Eves Vater auf dem Akkordeon gespielt
- In Grandma’s Day von Dave Stamper und Gene Buck, gesungen von einem Chor,
nachdem Charlotte die Bühne verlassen hat

## Veröffentlichung, Erfolg
Premiere hatte der Film am 23. Februar 1950 in New York, am 15. April lief er dann allgemein in den amerikanischen Kinos an. 1950 wurde er zudem in folgenden Ländern veröffentlicht: Kanada (Montreal), im Vereinigten Königreich (London), in der Schweiz (auf dem Locarno Filmfestival), in Finnland, Portugal und Schweden. Am 1. September 1950 war er erstmals in Deutschland im West-Berliner Astor-Filmtheater zu sehen. Die westdeutsche Fernsehpremiere fand am 11. Juli 1970, die ostdeutsche am 18. Dezember 1981 statt. In Österreich wurde er ebenfalls unter dem Titel Die rote Lola veröffentlicht. 
1951 erfuhr der Film eine Veröffentlichung in Australien, Frankreich, Dänemark und in Mexiko. 1961 lief er in Madrid in Spanien an. Aufgeführt wurde er zudem 2003 in Griechenland und im Mai 2015 auf dem Filmfestival in Cannes. Ebenfalls veröffentlicht wurde er in Argentinien, Belgien, Brasilien, Dänemark, Ungarn, Israel, Italien, in den Niederlanden, in Norwegen, Polen, Rumänien, Slowenien, in der Sowjetunion, der Türkei und in Jugoslawien. 
Der Film wurde kein großer Erfolg.
Am 5. November 2004 gab Warner Home Video den Film mit einer deutschen Tonspur auf DVD heraus.

## Cameo
Hitchcock dreht sich um und sieht Eve in ihrer Verkleidung als Charlottes Dienstmädchen an.
Siehe auch: Cameo-Auftritt

## Kritik
Wegen der Eröffnungsszene löste der Film Kontroversen unter den zeitgenössischen Kritikern aus, einige von ihnen bezeichneten ihn als unehrlichen Kriminalfilm.
Bosley Crowther von der New York Times war der Ansicht, Alfred Hitchcock habe für seinen neuesten Thriller „Stage Fright“ das faszinierende Milieu der Londoner Theaterwelt gewählt und habe es zusammen mit seinen Autoren geschafft, eine gute Besetzung mit einigen raffinierten und unterhaltsamen Dingen zu versorgen. Allerdings biete der Film eher eine wilde Anhäufung von bunten Episoden und auch nicht die Spannung, die man normalerweise bei einem Film von Hitchcock erwarte. Eine der wahren Freuden des Filmes sei es, Alastair Sim in seiner Vaterrolle zu beobachten. Der Film sei auffallend theatralisch, aber alles andere als beängstigend.
Auch Dennis Schwartz von Ozus’ World Movie Reviews meinte, der Film sei kaum beängstigend. Zwar sei es ein Film, der Lob verdiene und Hitchcocks speziellen Humor zeige, allerdings sei es in der erst mysteriösen Geschichte nicht allzu schwer herauszufinden, wer der Schuldige sei. Die unvergleichliche Marlene Dietrich sei in ihrer Rolle einfach köstlich. Jane Wyman sei in ihrer Rolle einer Jungfrau in Not zwar akzeptabel, funkele aber nicht wirklich wie eine Grace Kelly. Schwartz meinte, der zwischen Hitchcocks Psychodrama Sklavin des Herzens und seinem Thriller Der Fremde im Zug eingebettete Film sei ebenso gut, wenn nicht sogar besser als beide.
Die tz München schrieb seinerzeit: „Einer der schlitzohrigsten Filme des Meisters Hitchcock“.
Das Lexikon des internationalen Films führte aus: „Relativ schwacher, weil konventioneller Krimi von Hitchcock. Einige Rollen sind fehlbesetzt, Spannung entsteht nur selten. Statt dessen irritiert der Film mit einer verschachtelten Rückblendenhandlung, die sich im nachhinein als Lüge erweist.“
Der Evangelische Filmbeobachter hingegen befand: „Liebhaber von Hitchcock-Filmen kommen, was intelligente Spannungsmache betrifft, auf ihre Kosten.“

## Auszeichnungen
1950 – Locarno International Film Festival
- Mention Preis für Alfred Hitchcock